# Vilayet di Baghdad
Il vilayet di Baghdad (in turco Vilâyet-i Bagdad), fu un vilayet dell'Impero ottomano, nell'area dell'attuale città di Baghdad e dell'Iraq intero.

## Storia
Costituito dopo le riforme amministrative di metà Ottocento, il vilayet di Baghdad passò come protettorato britannico nel 1918 a seguito dell'armistizio di Mudros.

## Geografia antropica

### Suddivisioni amministrative
I sangiaccati del vilayet di Baghdad nel XIX secolo erano:
1. sangiaccato di Baghdad
2. sangiaccato di Divaniye
3. sangiaccato di Kerbela (Mesed-i-Hüseyin)

## Governatori notabili[1]
- Ahmed Şefik Midhat Pascià (marzo 1869 - novembre 1871)
- Giritli Sırrı Pasha